# Herdar som på fälten vaktat
Herdar som på fälten vaktat är en julpsalm med text skriven 1910 av George Ratcliffe Woodward och är översatt till svenska 1984 av Anders Frostenson. Musiken är en fransk eller flamländsk melodi, som trycktes 1855.

## Publicerad som
- 1986 års psalmbok som nummer 429 under rubriken "Jul".
- Sång i Guds värld Tillägg till Svensk psalmbok för den evangelisk-lutherska kyrkan i Finland 2015 som nummer 814 under rubriken "Kyrkoåret".
- Psalmer och Sånger 1987 som nummer 812 under rubriken "Kyrkoåret - Jul".[1]